# Epacteriscus rapax
Epacteriscus rapax är en kräftdjursart som beskrevs av Fosshagen 1973. Epacteriscus rapax ingår i släktet Epacteriscus och familjen Epacteriscidae. Inga underarter finns listade i Catalogue of Life.